# Torre KOI
A Torre KOI egy 279,5 méter magas felhőkarcoló a mexikói Új-León államban található monterreyi agglomerációhoz tartozó San Pedro Garza García területén. 2017-es elkészülte óta ez Mexikó legmagasabb épülete.

## Leírás

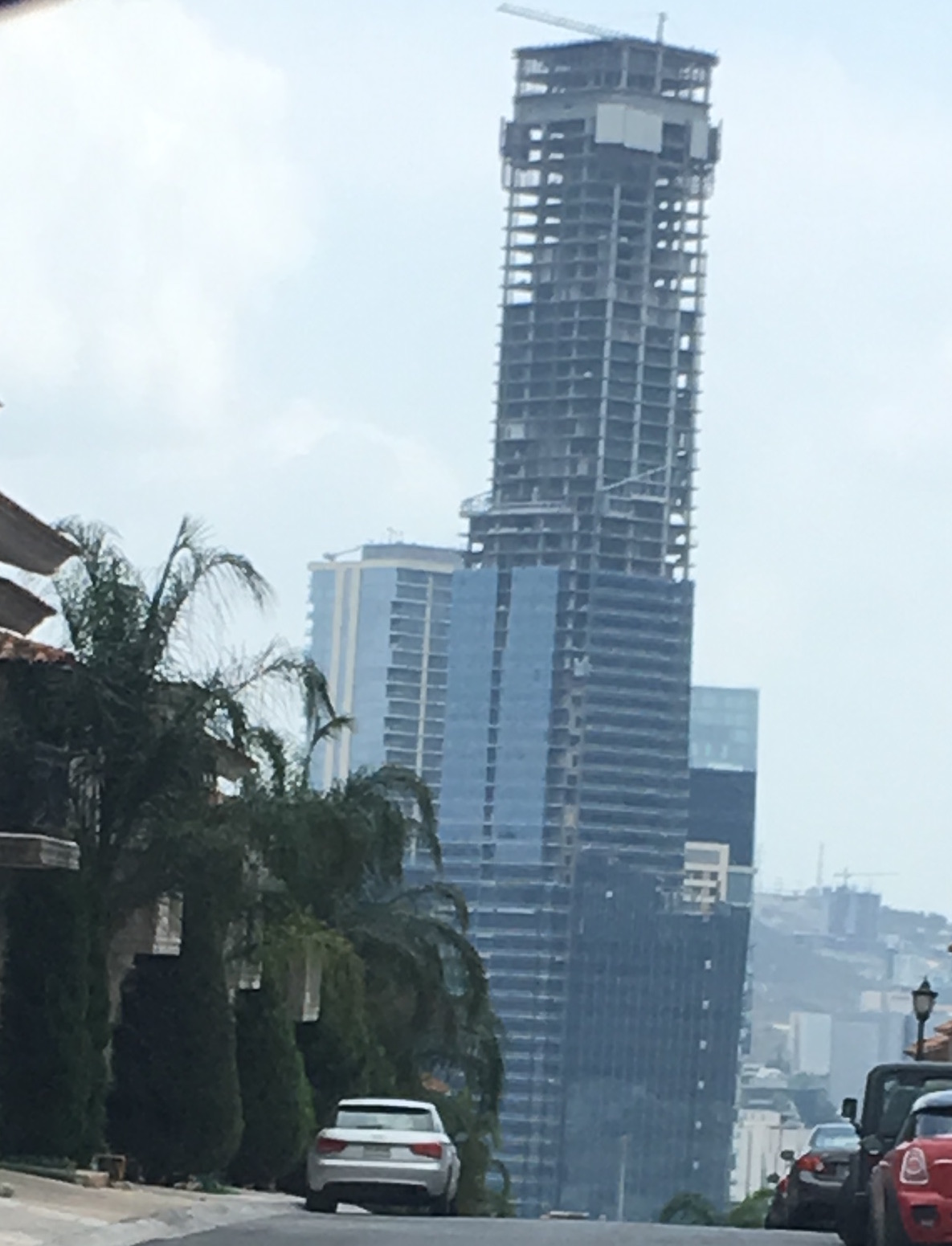
Az épülő felhőkarcoló 2016-ban

A 279,5 méter magas felhőkarcoló a monterreyi agglomeráció déli részén, a Mexikóváros felé vezető 85-ös főút közelében, a David Alfaro Siquieros és az Eugenio Garza Laguera utcák sarkán áll. Közigazgatásilag San Pedro Garza García város Colonia Valle Oriente nevű negyedéhez tartozik. 64 szintje közül 27-ben irodák találhatók.
A Torre KOI-t a végül meg nem valósult Torre 40 helyett építették. 2012-ben még csak 267 méter magasra tervezték, de 2013 augusztusában módosították az elképzelést, és már 276 méterről beszéltek, végül 2014 áprilisában született meg a végleges, 279,5 méteres elképzelés. Az építkezés 2013-ban kezdődött meg a HOK és a V&FO México tervei alapján. A szél hatásaival kapcsolatos mérnöki számításokat a Rowan Williams Davies & Irwin INC végezte, az elektromos hálózatért a Voltrak volt a felelős, míg a levegőellátó-rendszerért a Termo Control del Noreste. A liftek a Schindlertől és az Ebikon Switzerlandtól származtak. Az épület saját víztisztító művel is rendelkezik.
28 liftje 5 m/s-os sebességgel közlekedik, a hozzá tartozó parkolóban 1024 autó fér el.